# チャールズ・ボラー
チャールズ・ボラー（Charles "Charley" Edward Borah、1906年11月11日 - 1980年11月4日）は、アメリカ合衆国の陸上競技選手。1928年アムステルダムオリンピックの金メダリストである。

## 経歴
ボラーは、1926年にAAU選手権の100ヤード、1927年の同大会では220ヤード、1928年には200mと3年連続AAU選手権のチャンピオンに輝いている。南カリフォルニア大学の学生だった1927年には、IC4A選手権の100ヤード、220ヤードの短距離2冠を達成。さらに、1926年と1927年には100ヤードで、チャールズ・パドックの世界記録に並ぶ9.6秒を2回記録している。
1928年アムステルダムオリンピックでは、ボラーは100mに出場したが、準決勝に残ることもできなかった。しかし、4×100mリレーではアメリカチームの第3走者として、フランク・ワイコフ、ジェームズ・クイン、ヘンリー・ラッセルとともに出場し、決勝では41.0秒の世界タイ記録で金メダルを獲得した。